# Gallgångscancer
Gallgångscancer (cholangiocarcinom) är en ovanlig sjukdom som brukar debutera med gul hud (gulsot, ikterus) och klåda. Gallgångarna har sitt ursprung i levern, där mindre gångar (likt kapillärer) leder den galla som produceras i allt färre och större grenar, som till slut löper samman i stora gallgången. Gallblåsan fungerar som reservoar. Utanför levern tömmer stora gallgången gallan i tolvfingertarmen. 
Karakteristiskt för cancer i gallblåsan och gallgångarna är att tumören i ett senare skede kan ge upphov till gulsot, eftersom den stora gallgången, ductus choledochus (efter föreningen med gallblåsegången, ductus cysticus) eller levergången, ductus hepaticus communis, täppts till då tumörerna gör gången trängre eller till och med stoppar gallflödet. Ögonvitorna och huden blir då gulaktiga och urinen blir mörkare, eftersom gallfärgämnet tas upp i blodet och andra vävnader istället för att transporteras ut i tolvfingertarmen. Växer tumören intill den stora gallgångens mynning till tolvfingertarmen, brukar gulsot uppkomma relativt snabbt och sjukdomen kan då diagnostiseras och behandlas tidigt. Det är dock vanligare att tumörer bildas på andra delar av gallvägarna vilket leder till senare upptäckt.

## Definitioner och statistik
Cancer kan uppkomma i alla delar av gallgångarna, såväl inom levern (intrahepatiska) som utanför levern (extrahepatiska). Tumörer som uppkommer där gallgången lämnar levern kan benämnas perihilära. Tumörer som uppkommer där höger och vänster levergång möts och bildar stora gallgången benämns Klatskins tumör. Mer än 90 procent av alla fall av gallgångscancer uppkommer i gallgångens slemhinnekörtlar (och är då en form av adenocarcinom, det vill säga körtelcancer).
Statistik från USA indikerar 1–2 fall av gallgångscancer per 100 000 människor. I vissa delar av Asien är sjukdomen något vanligare, på grund av förekomsten av vissa leverparasiter. De flesta patienter tillhör dock inte någon särskild riskgrupp. Överlevnadsfrekvensen på fem år vid tidig diagnos är cirka 30 procent. Endast cirka 20 procent av fallen upptäcks dock tidigt.

## Symptom och diagnos

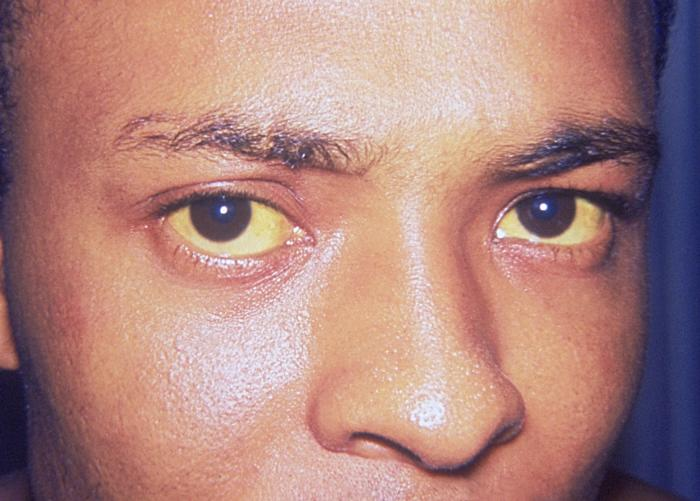
Gulfärgning av hud och ögonvitor.

Vanliga symptom inkluderar buksmärtor, gulfärgning av hud och ögonvitor samt klåda, viktminskning, feber och missfärgad urin och avföring. Definitiv diagnos förutsätter nästan alltid vävnadsprover, som kan tas genom biopsi eller från kirurgiskt avlägsnad vävnad. Onormala resultat vid leverfunktionstester (bl.a. höjda värden för bilirubin och tumörmarkören CA 19-9) kan också indikera en förträngning i gallgångarna.

## Behandling
Gallgångscancer kan botas slutligt endast genom att kirurgiskt avlägsna all tumörvävnad. Endast en minoritet av fallen av gallgångscancer kan dock opereras. 
Om tumören inte kan avlägsnas kirurgiskt, sätts i allmänhet cytostatika (cellgifter) och/eller strålning in som behandling för att öka livslängden och livskvaliteten.
Det är ofta svårt att få en exakt bild av en tumörs utbredning, och möjligheten att avlägsna tumören kirurgiskt kan ofta inte i förväg bedömas säkert före operation. I vissa fall kan levertransplantation vara aktuell. Om tumören kan avlägsnas kirurgiskt, men tumörceller finns i marginalområdet och alltså också kan finnas kvar i kroppen, rekommenderas oftast strålning och/eller cytostatika (cellgifter) som komplement. Om inga tumörceller finns i marginalområdet, indikerande att tumören helt avlägsnats, saknas stöd för positiva effekter av cellgifter och resultaten för strålning är motstridiga.

## Stiftelser och patientstöd
Stiftelserna Cholangiocarcinoma Foundation i USA och The Alan Morement Memorial Fund i Storbritannien, arbetar särskilt med att uppmuntra forskning och sprida kunskap om gallgångscancer. Den förra har också ett omfattande forum för patienter och anhöriga.